# Argyelán Kriszta
Argyelán Kriszta (1978. július 15. –) műsorvezető, szerkesztő. A Danubius Rádióban 2008 őszétől, azelőtt 1995-től Esztergomban rádiózott.  A gimnáziumban színjátszókörben szerepelt, egyik tanára ajánlotta be a rádióba. Esztergomban, Szegeden, Budapesten a Radio Bridge-nél, majd a Sláger Rádiónál dolgozott. Korábban a Class FM hétvégi életmódmagazinja, a "First Class" háziasszonya volt. A Class FM megszűnése óta a Manna FM műsorvezetője valamint az Auchan üzletlánc magyarországi hangja.